# From Laramie to London
From Laramie to London è un cortometraggio muto del 1917. Il nome del regista non viene riportato nei credit. Il film, una comica con Harold Lloyd, è conosciuto anche con il titolo alternativo Lonesome Luke from Laramie to London.

## Trama
Un inglese e il suo valletto viaggiano nell'ovest americano.

## Produzione
Il film fu prodotto da Hal Roach per la Rolin Films.

## Distribuzione
Distribuito dalla Pathé Exchange, uscì nelle sale cinematografiche USA il 21 ottobre 1917.